# 1782 Schneller
Az 1782 Schneller (ideiglenes jelöléssel 1931 TL1) a Naprendszer kisbolygóövében található aszteroida. Karl Wilhelm Reinmuth fedezte fel 1931. október 6-án, Heidelbergben.